# Bulbophyllum megalonyx
Bulbophyllum megalonyx là một loài phong lan thuộc chi Bulbophyllum.